# Linthelles
Linthelles je francouzská obec v departementu Marne v regionu Grand Est. Žije zde 105 obyvatel.

## Geografie

### Sousední obce
| Růžice kompasu | Péas                   | Saint-Loup | Linthes | Růžice kompasu |
| Růžice kompasu |                        | Sever      | Pleurs  | Růžice kompasu |
| Růžice kompasu | Linthelles             |            | Pleurs  | Růžice kompasu |
| Růžice kompasu | Jih                    |            | Pleurs  | Růžice kompasu |
| Růžice kompasu | Saint-Remy-sous-Broyes | Gaye       |         | Růžice kompasu |